# The Boswell Sisters
The Boswell Sisters var en amerikansk vokaltrio inom jazz- och dansmusik. Den bestod av systrarna  Martha, Connee (Connie), och Helvetia kallad "Vet", och kom från New Orleans.

## Bakgrund
Syskon växte upp i en medelklassfamilj i New Orleans och lärde sig jazz från hemmets svarta tjänare. De studerade ursprungligen instrumentalmusik. Martha: piano, Helvetia: fiol, gitarr och banjo, Connee: cello, saxofon och trombon.
1925 bildade de en sånggrupp, men deras första skiva rönte ingen nämnvärd framgång.

## Karriär
Deras radioframträdanden blev däremot framgångsrika. Connee var en av de första radioartister som sjöng nära mikrofonen.
Trion hade sin storhetstid åren 1930–1935. De medverkade ofta i radio och filmer. Systrarna blev kända för sin stämsång, för oväntade tempovariationer och för att imitera musikinstrument i Comedian Harmonists' tradition.
Trion samarbetade med flera samtida artister, såsom Bing Crosby, bröderna Jimmy och Tommy Dorsey, Benny Goodman, Artie Shaw med flera.
Gruppen upplöstes 1936. Connee fortsatte sin solokarriär med måttlig framgång, och medverkade också i flera filmer under 1940-talet.

## Inflytande
The Boswell Sisters anses vara en tidig damtrio inom populärmusiken. The Andrews Sisters följde i deras spår. Ella Fitzgerald menade att Connee Boswell var hennes enda förebild. I Skandinavien utgjorde Harmony Sisters en parallell.

### Fotnoter
1. ↑  Sandra Stendahl (17 januari 2015). ”Spansk swing får syskonens stämsång att svänga på nytt” (på svenska). Sydsvenskans. https://www.sydsvenskan.se/2015-01-17/spansk-swing-far-syskonens-stamsang-att-svanga-pa-nytt. Läst 15 juli 2019.